# 新聞記者 (電影)
《新聞記者》是2019年上映的日本劇情片，由藤井道人執導，松坂桃李與韓國女星沈恩敬雙主演。此片改編自東京新聞記者望月衣塑子所著的同名小說，主要描寫希望揭露政治黑暗面的記者和追求理想的官僚之間的故事。 此片於第43屆日本電影學院獎獲得最佳影片、最佳男、女主角獎共3項大獎。
2021年Netflix宣布將按原著翻拍成同名電視劇，由米仓凉子主演，同樣由藤井道人執導，2022年1月13日正式在Netflix上架。

## 劇情
日韓混血的吉岡（沈恩敬 飾）是東都報社的記者。她從小在美國長大，直至母親逝世才隨父親搬回日本生活。她的父親同樣是記者，但他在某次的誤報新聞後自殺。
一日，她收到了一封匿名傳真，內容是關於政府推動新設大學的機密資料，直覺告訴她事有蹊蹺。另一方面，任職於內閣情報調查室的年輕官員杉原（松坂桃李 飾），被上級要求針對政府官員的醜聞，夥同地下網軍進行抹黑及掩飾，心力交瘁之際，卻又不幸得知尊敬的前輩跳樓身亡，而前輩經手的最後案件正是吉岡日夜追查的新設大學。
二人為了追查真相而合作，最後發現該大學和發展軍事技術有所關係，但發現背後所挑戰的勢力過於強大。

## 演員

### 電影版（2019年）
- 吉岡erika：沈恩敬
- 杉原拓海：松坂桃李
- 杉原奈津美：本田翼
- 倉持大輔：岡山天音（日语：岡山天音）
- 關戸保：郭智博（日语：郭智博）
- 河合真人：長田成哉（日语：長田成哉）
- 神崎千佳：宮野陽名（日语：宮野陽名）
- 都築亮一：高橋努
- 神崎伸子：西田尚美
- 神崎俊尚：高橋和也（日语：高橋和也）
- 陣野和正：北村有起哉（日语：北村有起哉）
- 多田智也：田中哲司[8]

### 連續劇版（2022年）
- 松田杏奈：米倉涼子
- 村上真一：綾野剛
- 木下亮：横浜流星
- 鈴木和也：吉岡秀隆
- 鈴木真弓：寺島しのぶ
- 北村賢一：吹越満
- 黒崎正：田口智朗
- 矢川良和：大倉孝二
- 多田智也：田中哲司
- 松田康平：萩原聖人
- 佐藤大樹：柄本時生
- 屋代晴海：土村芳
- 横川繭：小野花梨
- 入来デスク：橋本潤
- 新田淳二：緒方義博
- 豊田進次郎：中山裕介
- 中川久志：佐野史郎
- 北野茂雄：岩松了
- 毛利義一：利重剛
- 木島順平：二之宮隆太郎
- 熊谷ますみ：布施繪理
- 村上由紀子：安藤聖
- 村上夏希：浅田芭路
- 村上隼人：有山実俊
- 土井知佳子：宍倉暁子
- 安達和宏：宇賀神亮介
- 小野雅人：加藤満
- 木下沙苗：須藤理彩
- 木俣大輝：森田甘路
- 佐々木哲史：野間口徹
- 石倉：鄭龍進
- 仲野：富田佳輔
- 官房長官：石丸謙二郎
- 官邸報道室長：安井順平
- 中村：菅原大吉
- 亜衣：高崎加奈美
- 真田：吉満寛人
- 内藤：国枝量平
- 井塚明：藤巻直哉
- 梨香子：手島優

## 制作
導演藤井道人表示，在本電影開始計劃拍攝的時候，他既不會閱讀新聞，也不喜歡關心政治，因此對拍攝沒有信心，因此曾經兩次拒絕過邀請。在制作階段，為了追求現實，他不但採訪了記者，還採訪了官僚，但沒人能說清楚內閣情報研究室的細節。

## 評價
著名電影導演是枝裕和認為：「這不只是一部關於報業記者職業的電影。而是告誡人們，在這個時代不應明哲保身而是應該守節的一套電影。」
影評人前田有一認為，此劇暗諷了當時的安倍政權，並認為日本的氣氛下兩人願意主演這種敏感題材，相當有勇氣。

## 獲獎

### 電影版（2019年）
本劇得到第43屆日本學院獎的多個獎項，包括最佳影片獎、最佳男演員獎（松坂桃李）、最佳女演員獎（沈恩敬）、優秀導演獎（藤井道人）、優秀劇本獎（詩森ろば、高石明彦、藤井道人）、優秀剪輯獎（古川達馬）。

### 連續劇版（2022年）
第四屆亞洲內容大獎新人男演員獎—橫濱流星